# Pierrerue (Alpes-de-Haute-Provence)
Pierrerue ist eine französische Gemeinde mit 530 Einwohnern (Stand 1. Januar 2022) im Département Alpes-de-Haute-Provence in der Region Provence-Alpes-Côte d’Azur. Sie gehört zum Kanton Forcalquier im gleichnamigen Arrondissement.

## Geographie
Die Départementsstraße D12 verbindet den Dorfkern mit Forcalquier im Westen und Lurs im Osten. Die weiteren Nachbargemeinden sind Sigonce im Norden und Niozelles im Süden.

## Bevölkerungsentwicklung
| Jahr      | 1962 | 1968 | 1975 | 1982 | 1990 | 1999 | 2008 | 2013 |
| --------- | ---- | ---- | ---- | ---- | ---- | ---- | ---- | ---- |
| Einwohner | 258  | 245  | 222  | 275  | 342  | 404  | 521  | 507  |

## Sehenswürdigkeiten
- Kapelle Saint-Pierre, Monument historique

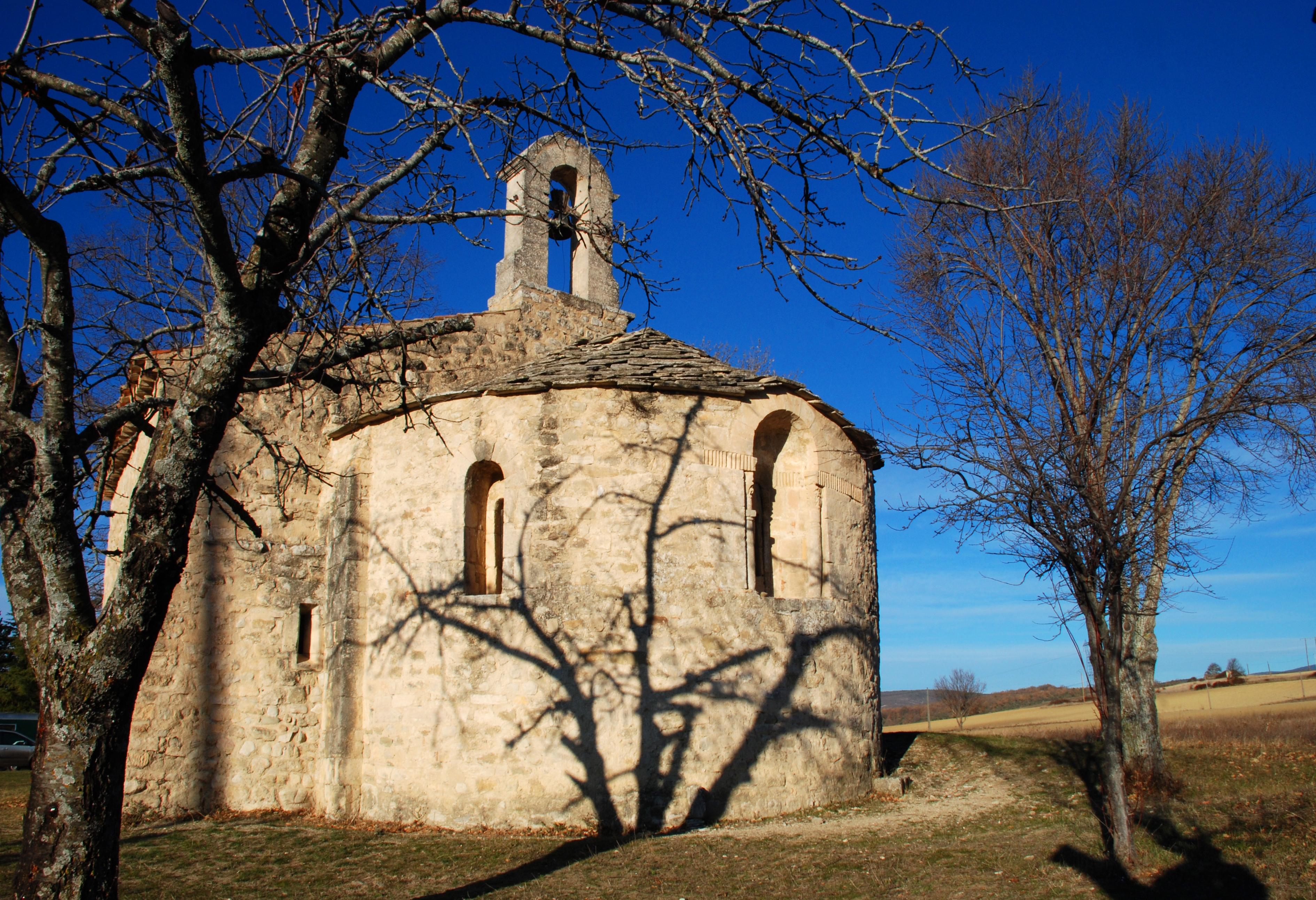
Kapelle Saint-Pierre
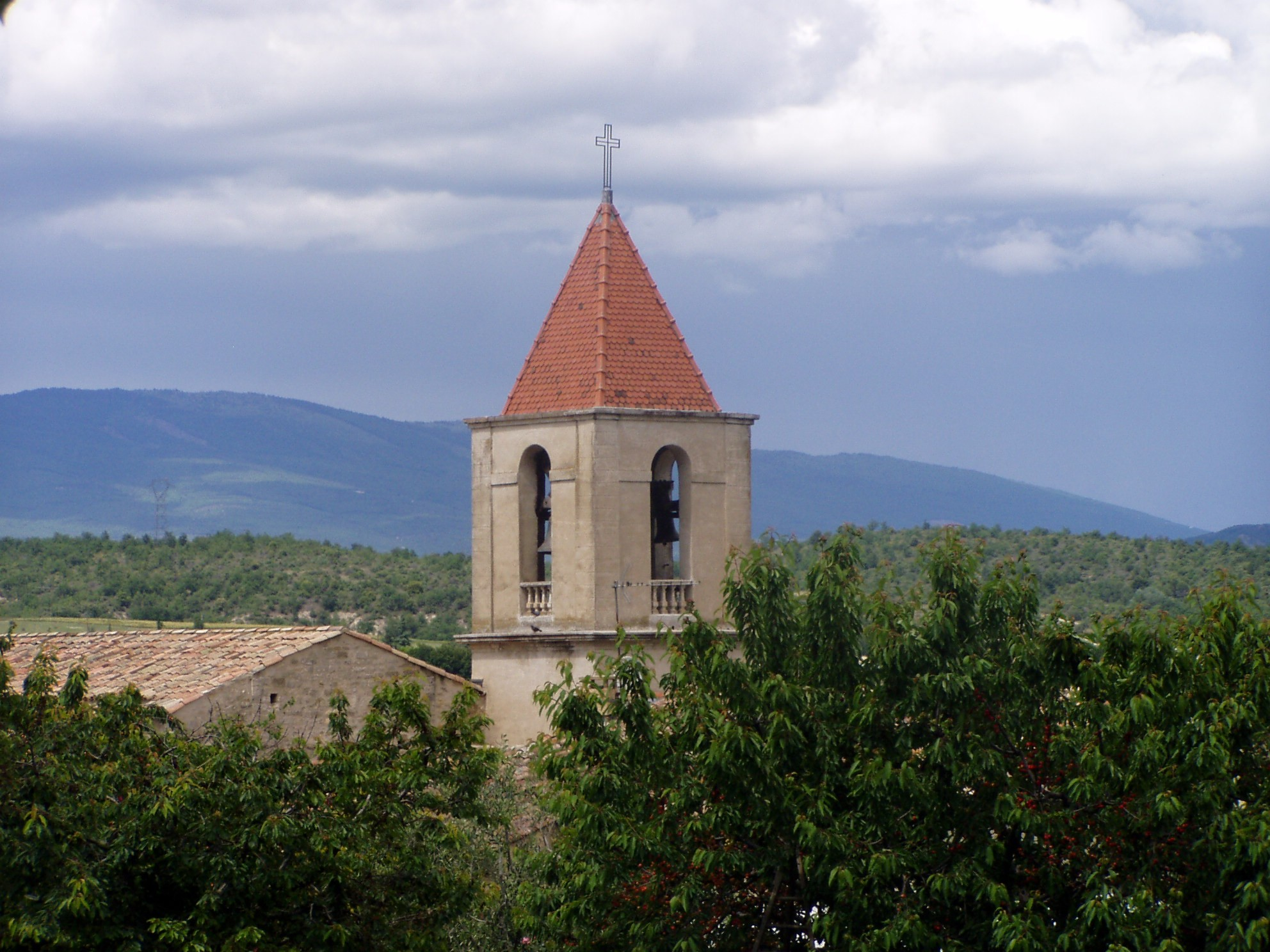
Turm der Kirche Saint-Sacrement